# コーバリス (オレゴン州)

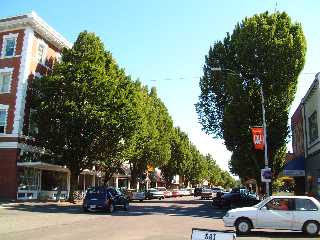
ダウンタウン・コーバリス

コーバリス（Corvallis, Oregon、IPA：[ˌkɔɹ ˈvæl ɪs]）は、アメリカ合衆国オレゴン州の都市。ベントン郡の郡庁所在地である。人口は5万9922人（2020年）。名称は日本語読みで“コーバリス”と表記されることが多いが、アクセントが“バ”にあるため、“コルバリス”の方が原音に近い。オレゴン州立大学が街の中央部にキャンパスを構える学園都市である。
コーバリスは1857年に市として法人化した。

## 地理

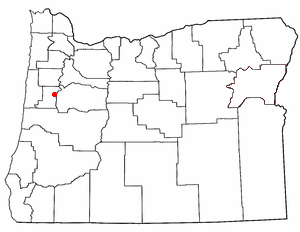
オレゴン州内の位置

ウィラメットバレーの中部に位置するコーバリスは、ポートランドの南約130キロメートル、州都セイラムの南50キロメートルに位置している。座標は北緯44度34分15秒 西経123度16分34秒 / 北緯44.57083度 西経123.27611度 (44.570780, -123.275998)。
アメリカ合衆国統計局によると、この都市は総面積35.7 km2 (13.8 mi2) である。このうち35.2 km2 (13.6 mi2) が陸地で0.4 km2 (0.2 mi2) が水地域である。総面積の1.23%が水地域となっている。標高は78メートル。

## 人口動勢
2000年の国勢調査で、この都市は人口49,322人、19,630世帯、及び9,972家族が暮らしている。人口密度は1,400.2/km² (3,625.6/mi²) である。593.6/km² (1,537.0/mi²) の平均的な密度に20,909軒の住宅が建っている。この都市の人種的な構成は白人86.03%、アフリカン系1.16%、先住民0.76%、アジア6.42%、太平洋諸島系0.29%、その他の人種2.52%、及び混血2.82%である。ここの人口の5.72%はヒスパニックまたはラテン系である。
この都市内の住民は17.7%が18歳未満の未成年、18歳以上24歳以下が28.4%、25歳以上44歳以下が27.0%、45歳以上64歳以下が16.8%、及び65歳以上が10.1%にわたっている。中央値年齢は27歳である。女性100人ごとに対して男性は99.2人である。18歳以上の女性100人ごとに対して男性は98.2人である。
この都市内の世帯ごとの平均的な収入は35,236米ドルであり、家族ごとの平均的な収入は53,208米ドルである。男性は40,770米ドルに対して女性は29,390米ドルの平均的な収入がある。この都市の一人当たりの収入 (per capita income) は19,317米ドルである。人口の20.6%及び家族の9.7%の収入は貧困線以下である。全人口のうち18歳未満の15.2%及び65歳以上の6.0%は貧困線以下の生活を送っている。

## 気候

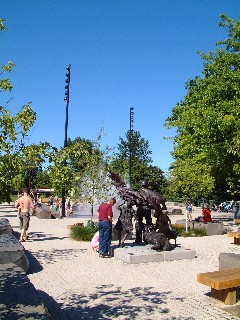
夏のコーバリス

6月中旬から9月末までは乾期に当たり、高温だが乾燥した晴天の日々が続き、雨はほとんど降らない。逆に残りの約9ヶ月は雨期に当たり、雲と雨ばかりの多湿な日々が続く。冬場は氷点下となる日が少なくないが、雪はほとんど降ることがない。

## 治安
2005年は合計で20,531のコーバリス市警察への届け出があった。下の表はその内からいくつかを種類別にまとめたものである。なお、オレゴン州立大学のキャンパス内で起きた物、およびオレゴン州警察へ届け出られたものは含まれていない。
| 犯罪の種類 (Offense Type)                          | 2005年 | 2004年 | 2003年 | 2002年 | 2001年 |
| 悪質な脅迫行為 (Aggravated Assault)                | 43     | 49     | 56     | 49     | 46     |
| 放火 (Arson)                                       | 18     | 16     | 21     | 26     | 29     |
| 商用施設への不法侵入 (Burglary, Commercial)        | 49     | 93     | 119    | 104    | 117    |
| 民家への不法侵入 (Burglary, Residential)           | 235    | 215    | 309    | 179    | 197    |
| 不法行為 (Disorderly Conduct)                      | 392    | 556    | 681    | 742    | 522    |
| 薬物違反 (Drug Offenses)                           | 345    | 257    | 211    | 168    | 153    |
| 飲酒運転 (DUI)                                     | 340    | 450    | 328    | 213    | 73     |
| 偽造／詐欺 (Forgery / Fraud)                       | 266    | 305    | 460    | 530    | 521    |
| 未成年者による真夜中の徘徊 (Juvenile Curfew)       | 5      | 4      | 3      | 5      | 7      |
| 窃盗 (Larceny)                                     | 1,830  | 1,814  | 1,905  | 1,778  | 1,752  |
| アルコール類の法律違反 (Liquor Law Offense)        | 586    | 716    | 686    | 468    | 369    |
| 自動車窃盗 (Motor Vehicle Theft)                   | 98     | 96     | 127    | 91     | 82     |
| 殺人 (Murder / Manslaughter)                       | 3      | 4      | 2      | 1      | 2      |
| 家族に対する違法行為 (offenses Against the Family) | 59     | 61     | 65     | 67     | 39     |
| その他の脅迫行為 (Other Assault)                   | 437    | 566    | 531    | 483    | 474    |
| レイプ／婦女暴行 (Rape)                            | 12     | 16     | 8      | 18     | 10     |
| 強盗 (Robbery)*                                    | 20     | 20     | 27     | 10     | 12     |
| 家出した未成年者 (Runaway Juvenile)                | 73     | 79     | 114    | 106    | 109    |
| 性的違法行為 (Sex Offenses)                        | 64     | 99     | 49     | 57     | 79     |
| 空き巣狙い／不法侵犯 (Trespass / Prowler)**        | 921    | 962    | 1,200  | 807    | 333    |
| 公共物破壊行為 (Vandalism)***                      | 1,023  | 1,043  | 1,310  | 1,035  | 655    |
| 銃器法違反 (Weapons Law Offenses)                  | 48     | 59     | 63     | 55     | 23     |
| 合計 (Total)                                       | 6,867  | 7,480  | 8,275  | 6,993  | 5,604  |

参考資料：Corvallis Police Department Fiscal Year 2005-2006 Annual Report
*: 2003年より前は武装強盗のみ。2003年からすべての強盗を考慮。
**: 2002年はそれより以前算段されていなかった自動車内への不法侵入を考慮。
***: 2002年の公共物破壊行為にはそれ以前に考慮されなかった悪質な物損行為 (Criminal Mischief)を含む。

## 姉妹都市
コーバリスはSister Cities Internationalによって指定された、2つの姉妹都市を有している：
- ゴンダール（エチオピア連邦民主共和国）
- ウージュホロド（ウクライナ）